# Alexander Veenstra
Alexander Veenstra (ur. 1868, zm. 1948) – belgijski baloniarz. Dwukrotny zwycięzca zawodów o Puchar Gordona Bennetta.

## Życiorys
Urodził się w 1868 roku. Od sierpnia 1914 roku zaciągnął się do legionu cudzoziemskiego w Maroku, gdzie zdobył stopień adiutanta. W 1917 roku przeszedł do armii belgijskiej. Podczas startu w zawodach o Puchar Gordana Bennetta w 1925 roku dziennikarze zapisali, że od 32 lat jest baloniarzem i ma na swoim koncie około 800 lotów. Po raz pierwszy wystartował w zawodach o Puchar Gordona Bennetta w 1921 roku razem z Ernestem Demuyterem zajmując 12. miejsce. Potem jeszcze 5 razy startował w belgijskich barwach dwukrotnie – w 1922 i 1925 wygrywając zawody. W 1927 roku z powodu konfliktu z Philippe Quersinem nie został zgłoszony przez Aeroklub Belgii do udziału w zawodach. Wtedy znany francuski baloniarz Maurice Bienaimé zaproponował mu wspólny lot. Wystartowali na balonie Prince Leopold, którego nazwę zmieniono na Paris–Bruxelle. Niestety zajęli 9. miejsce. Po zakończeniu startów zajmował się produkcją balonów i spadochronów. W 1927 roku testował nowe rodzaje spadochronów na belgijskim lotnisku Evère.
W lipcu 1927 roku wygrał zawody Aeroklubu Flandrii, lądując na północny wschód od Wrocławia po pokonaniu dziewięciuset dziewięćdziesięciu kilometrów. 9 marca 1948 roku Escher Tageblatt poinformowała o śmierci 79 letniego Alexandra Veenstry.